# Bedotia sp. nov. 'Garassa'
Bedotia sp. nov. 'Garassa' é uma espécie de peixe da família Bedotiidae.
É endémica de Madagáscar.
Os seus habitats naturais são: rios.